# Melese peruviana
Melese peruviana är en fjärilsart som beskrevs av Rothschild 1909. Melese peruviana ingår i släktet Melese och familjen björnspinnare. Inga underarter finns listade i Catalogue of Life.